# Route nationale 632
Die Route nationale 632, kurz N 632 oder RN 632, war eine französische Nationalstraße, die von 1933 bis 1973 zwischen den Städten Toulouse und Tarbes verlief. Ihre Länge betrug 133,5 Kilometer.